# Ivanjohnstonia jansariensis
Ivanjohnstonia es un género monotípico de plantas con flores perteneciente a la familia Boraginaceae. Su única especie: Ivanjohnstonia jansariensis, es originaria de la India.

## Taxonomía
Ivanjohnstonia jansariensis fue descrita por Syed Muhammad Anwar Kazmi y publicado en Sultania 1: 1. 1975.